# Кимятли
Кимятли (цез. Кимйалъ) — село в Цунтинском районе Республики Дагестан. Входит в состав сельского поселения Кимятлинский сельсовет.

## География
Расположено на реке Халугаиха (бассейн реки Метлуда), в 1 км к северо-западу от центра сельского поселения — села Ретлоб и в 11 км к северо-западу от районного центра — села Цунта.

## Население
| 1869 | 1888 | 1895 | 1926 | 1939 | 1970 | 1989 |
| ---- | ---- | ---- | ---- | ---- | ---- | ---- |
| 72   | ↗81  | ↗83  | ↘20  | ↗147 | ↘105 | ↗171 |
| 2002 | 2010 | 2021 |      |      |      |      |
| ↗221 | ↗240 | ↗524 |      |      |      |      |

По данным Всероссийской переписи населения 2010 года — моноэтническое дидойское село.